# دائمة البروز
دائمة البروز أو دائمة الوضوح (الاسم العلمي: Aiphanes)، جنس من أشجار النخيل الشوكية موطنه المناطق الاستوائية في أمريكا الجنوبية والوسطى ومنطقة البحر الكاريبي. يوجد حوالي 26 نوعًا في هذا الجنس ، تتراوح في الحجم من شجيرات السفلية ذات سيقان جوفية إلى أشجار ذات ظلة فرعية يصل ارتفاعها إلى 20 مترًا (66 قدمًا). معظمها لها أوراق مركبة ريشية (أوراق مقسمة إلى وريقات مرتبة مثل الريش، في أزواج على طول المحور المركزي)؛ نوع واحد له أوراق كاملة. السيقان والأوراق وأحيانًا حتى الثمار مغطاة بالأشواك. تزهر النباتات بشكل متكرر على مدار عمرها ولها أزهار ذكورية وأنثوية منفصلة، على الرغم من أنها تحمل معًا على نفس النورة. على الرغم من أن سجلات الملقحات محدودة، يبدو أن معظم الأنواع تُلقح بواسطة الحشرات. تؤكل ثمارها من قبل العديد من الطيور والثدييات، بما في ذلك نوعان على الأقل من ببغاوات الأمازون.
صاغ كارل لودفيغ فيلدينوف اسم Aiphanes عام1801. قبل ذلك، كانت الأنواع التي تنتمي إلى هذا الجنس تُدرج ضمن جنسي قصبوية وقريوطة. كما أُطلق اسم Martinezia على هذا الجنس، وبين عامي 1847 و1932، كان يُستخدم عمومًا بدلًا من Aiphanes. أعاد ماكس بوريت إحياء اسم Aiphanes عام 1932، ووضع الأساس للمفهوم الحديث للجنس. يرتبط جنس دائمة البروز ارتباطًا وثيقًا بالعديد من أجناس النخيل الشوكية الأخرى، مثل شعري القمة ونجمي الجوز وقصبوية وخطافي الحبل. يُزرع نوعان منه على نطاق واسع لزينة، وقد تناول السكان الأصليون في الأمريكتين ثمار وبذور أو جمار العديد من أنواعه لآلاف السنين.